# Julio Fernando Robles
Julio Fernando Robles (San Miguel de Tucumán, Tucumán, 10 de noviembre de 1975) es un exfutbolista argentino que jugaba como delantero.

## Trayectoria

### Atlético Concepción
Robles debutó en Atlético Concepción en el año 1993 y se coronó campeón de la Liga Tucumana. En 1995 ganó la Liga Tucumana, por segunda vez y jugó el Argentino A.
Su segunda etapa en el león fue desde 2011 hasta 2012 y su tercera etapa desde 2014 hasta 2015, cuando se retiró del fútbol.

### Atlético Tucumán
Luego de destacarse en el equipo bandeño, Robles pasó a Atlético Tucumán en 1996. Tuvo una segunda etapa en el decano, cuando regresó en 2003. Su segunda etapa es muy recordada ya que en el año 2003 Atlético venció a San Martín, cuando este jugaba en la Liga Tucumana y necesitaba consagrarse campeón para ascender al Argentino B. El encuentro fue por las semifinales del campeonato tucumano, donde el Gaucho anotó 4 goles y Atlético Tucumán venció al clásico rival por 5 a 2, condenándolo a jugar un año entero en la Liga Tucumana de Fútbol, sin competencias nacionales. Robles jugó en el decano hasta 2006.

### Gimnasia y Tiro
En 2001 llegó a Salta para sumarse a Gimnasia y Tiro del Argentino A. Robles tuvo un segundo paso por el albo en 2007.

### Tiro Federal
En 2002 se mudó a Rosario para sumarse a Tiro Federal del Argentino A.

### Nuñorco
En 2003 jugó la primera mitad del año en Nuñorco.

### Santamarina
Jugó en Santamarina en el año 2006, cuando se unió para jugar la segunda mitad del año en el club tandilense.

### La Florida
En 2007 volvió a Tucumán para jugar en La Florida, club que transitaba el mejor momento de su historia.

### Atlético Famaillá
En 2008 llegó a Atlético Famaillá, que disputaba el Argentino B. En el equipo Famaillense se reencontró con otros exjugadores de Atlético Tucumán, como Marcelo Zerrizuela.

### Central Norte
Para la temporada 2009/2010 es transferido a Cental Norte de Salta. Con el cuervo se consagró campeón del Argentino B y obtuvo el ascenso al Argentino A.

### Talleres de Perico
A la temporada siguiente fue transferido a Talleres de Perico del Argentino B. El club jujeño fue su último paso fuera de Tucumán, antes de volver a su provincia.

### Concepción
En 2013 pasó a Concepción Fútbol Club, en el medio de su estadía en Atlético Concepción.

## Clubes
| Club                   | País      |
| ---------------------- | --------- |
| Atlético Concepción    | Argentina |
| Atlético Tucumán       | Argentina |
| Gimnasia y Tiro        | Argentina |
| Tiro Federal           | Argentina |
| Nuñorco                | Argentina |
| Santamarina            | Argentina |
| La Florida             | Argentina |
| Atlético Famaillá      | Argentina |
| Cental Norte           | Argentina |
| Talleres de Perico     | Argentina |
| Concepción Fútbol Club | Argentina |

## Palmarés
| Título        | Equipo              | País      | Año       |
| ------------- | ------------------- | --------- | --------- |
| Liga Tucumana | Atlético Concepción | Argentina | 1993      |
| Liga Tucumana | Atlético Concepción | Argentina | 1995      |
| Liga Tucumana | Atlético Tucumán    | Argentina | 2003      |
| Argentino B   | Cental Norte        | Argentina | 2009/2010 |